# Steg von Rhodos
Der Steg von Rhodos ist eine kleine altgriechische Bogenbrücke in der Stadt Rhodos (Griechenland). Das in der Frühzeit des Hellenismus, womöglich bereits im 4. Jahrhundert v. Chr. errichtete Bauwerk gilt als die älteste griechische Keilsteinbrücke.

## Konstruktion und Lage
Die Fußgängerbrücke wurde in den Jahren 1966–67 in der Nähe der Akandia-Bucht, des östlichen Hafens der Stadt, archäologisch ergraben. Sie überquerte einen künstlichen Kanal von 2,15 m Tiefe, der parallel zur antiken Stadtmauer verlief und von dieser durch eine 11 m breite Straße getrennt war. Die Seitenwände des Abzugsgrabens bestanden aus mindestens vier Lagen von Kalksteinblöcken der poros-Sorte, aus denen auch der Brückenbogen aufgemauert wurde.
Der Kanal wurde ungefähr in seiner Mitte von einem 8 m breiten Bogen aus Keilsteinen überspannt, der als Fußgängerüberweg fungierte. Die lichte Weite der bogenförmigen Öffnung entspricht der Breite des Grabens (2,8 m). Das überraschend hohe Pfeilverhältnis von 3–4 zu 1 verleiht dem Bogen die äußere Erscheinung eines Segmentbogens oder sogar eines polyzentrischen Korbbogens, der nur in diesem einen Fall in der griechischen Architektur nachweisbar ist.
Obgleich der Steg von Rhodos als die einzige echte Gewölbebrücke der griechischen Welt bezeichnet wurde, sind mindestens drei weitere – allerdings nicht unstrittige – Beispiele aus vorrömischer Zeit identifiziert.